# Józefów (powiat kolbuszowski)
Józefów – osada leśna w Polsce położona w województwie podkarpackim, w powiecie kolbuszowskim, w gminie Dzikowiec.
W latach 1975–1998 miejscowość należała administracyjnie do województwa rzeszowskiego.